# Брижчук Тимофій Анатолійович
Тимофі́й Анато́лійович Брижчу́к (18 лютого 1996, Вінниця, Україна) — український футболіст, півзахисник вінницької «Ниви».

## Життєпис
Тимофій Брижчук народився у Вінниці. До 9 років займався акробатикою, згодом перейшов до ДЮФШ, де його першим тренером був Валерій Базалицький. З 2008 по 2010 рік захищав кольори вінницької «Ниви» в чемпіонаті ДЮФЛУ, після чого перейшов до академії донецького «Шахтаря». Втім, надовго у Донецьку Брижчук не затримався, повернувшись до рідного міста та продовживши навчання у місцевій ДЮСШ, за команду якого виступав також і на першість області.
Влітку 2013 року підписав перший професійний контракт з «Севастополем», однак виступав лише за юнацьку та молодіжну команду «моряків». Після анексії Криму повернувся на малу Батьківщину, де захищав кольори футбольного клубу «Вінниця» у чемпіонаті області та аматорському чемпіонаті України.
В липні 2015 року перейшов до відродженого київського «Арсеналу», однак другу половину сезону розпочав вже у херсонському «Кристалі», де був одним з основних гравців команди. Після зняття клубу з другої частини чемпіонату 2016/17 років, приєднався до лав «Ниви-В».